# 碱篑
碱篑（学名：Carex scabrifolia），又名糙叶薹草，是莎草科薹草属的植物。分布于朝鲜、日本、台湾岛、俄罗斯远东地区以及中国大陆的辽宁、山东、福建、江苏、河北、浙江等地，生长于海拔100米的地区，一般生于海滩沙地或沿海地区的湿地与田边，目前尚未由人工引种栽培。